# 永顺街道 (长春市)
永顺街道，是中华人民共和国吉林省长春市南关区下辖的一个乡镇级行政单位。2023年3月17日设立。位于新城大街以东，飞虹路以南，聚业大街以西，天新路以北。行政区划代码为220102024。

## 行政区划
永顺街道下辖以下地区：
银杏、潭南、聚业、永顺4个社区和潭南、永新2个行政村。